# جوان ریکاردو
جوان ریکاردو (انگلیسی: João Ricardo؛ زادهٔ ۷ ژانویهٔ ۱۹۷۰) یک بازیکن فوتبال اهل آنگولا است.